# Йунус-хан
Йунус-хан, также Юнус-хан (перс. يونس خان‎; 1415/1416, Моголистан — 1487, Ташкент) — хан Моголистана, потомок Чингисхана. Сын Султан-Увайс-хана.
После того как большинство амиров избрало ханом его младшего брата Эсен Бугу, беки Иразан Барин и Мирак Туркман вместе с 30 000 монгольских семейств увезли подростка Йунус-оглана в Самарканд к амиру Улугбеку. Прибывшие монголы были по приказу Улугбека частично перебиты, частично обращены в рабство, а Йунус-оглана он отправил к своему отцу Шахруху в Герат. При дворе амира Шахруха Йунус в течение 12 лет получил прекрасное образование в Герате, затем в Ширазе.
Около 1456 г. глава государства Тимуридов Султан Абу Саид-мирза послал его с войском против Эсен Буга-хана. В результате Йунус-хан завладел Западным Моголистаном с центром вначале в Кашгаре, затем в Ятикенте (Джетыкенте). После смерти Дуст Мухаммад-хана в 1468 г. он занял Аксу и был признан верховным ханом Моголистана. В 1485 г. отвоевал у ойратов Ташкент. К концу жизни, как и в начале правления, под непосредственной властью Йунус-хана остается только Западный Моголистан. В 1480/81 г. дуглатский амир Аба Бакр бин Саниз-мирза отвоевал у него исконную дуглатскую территорию Манглай-Субе, а в 1485 г. младший сын Йунус-хана Султан-Ахмад-хан I становится ханом Центрального и Восточного Моголистана, а также Турфанского округа.

## Смерть
Умер от паралича. Погребен в Ташкенте в мавзолее Шейх Хованди Тахура, выстроенном в промежутке между 1487 и 1512. Мавзолей является памятником архитектуры эпохи поздних Тимуридов и одной из достопримечательностей Ташкента.

## Жены и дети
- Исан-Даулат-бегим (с ок. 1457) — дочь амира Мир Хаджи кончи
  - Михр-Нигар-ханым (р. 1457), жена тимурида, сына Абу Сеида Султан Ахмед мирзы
  - Кутлуг-Нигар-ханым (1459—1505), жена амира Ферганы  Тимурида Умар-Шейха-мирзы, мать падишаха Бабура.
  - Хуб-Нигар-ханым (р. 1463), жена дуглатского амира Мухаммада Хуссайна Гурагана, мать амира Мирзы Мухаммада Хайдара.
- Шах-бигум Бадахши, дочь Шах-Султана-Мухаммада Бадахши, правителя Бадахшана.
  - Султан-Махмуд-хан I
  - Султан-Ахмад-хан I
  - Султан-Нигар-ханым (ум. летом 1528 г.) — младшая дочь, мужья: 1. Тимурид Султан-Махмуд Мирза, правитель Бадахшана, сын Султан-Абу-Саида. От него родила сына Султан-Увайса (Мирза-хан), который правил в Бадахшане в 1508—1520 годах. 2. Адик-султан, сын казахского Джанибек-хана. От него родила двух дочерей, младшая из которых Чучук-ханым стала главной женой Абд ар-Рашид-хана I.